# Meridiaan (Chinese geneeskunde)

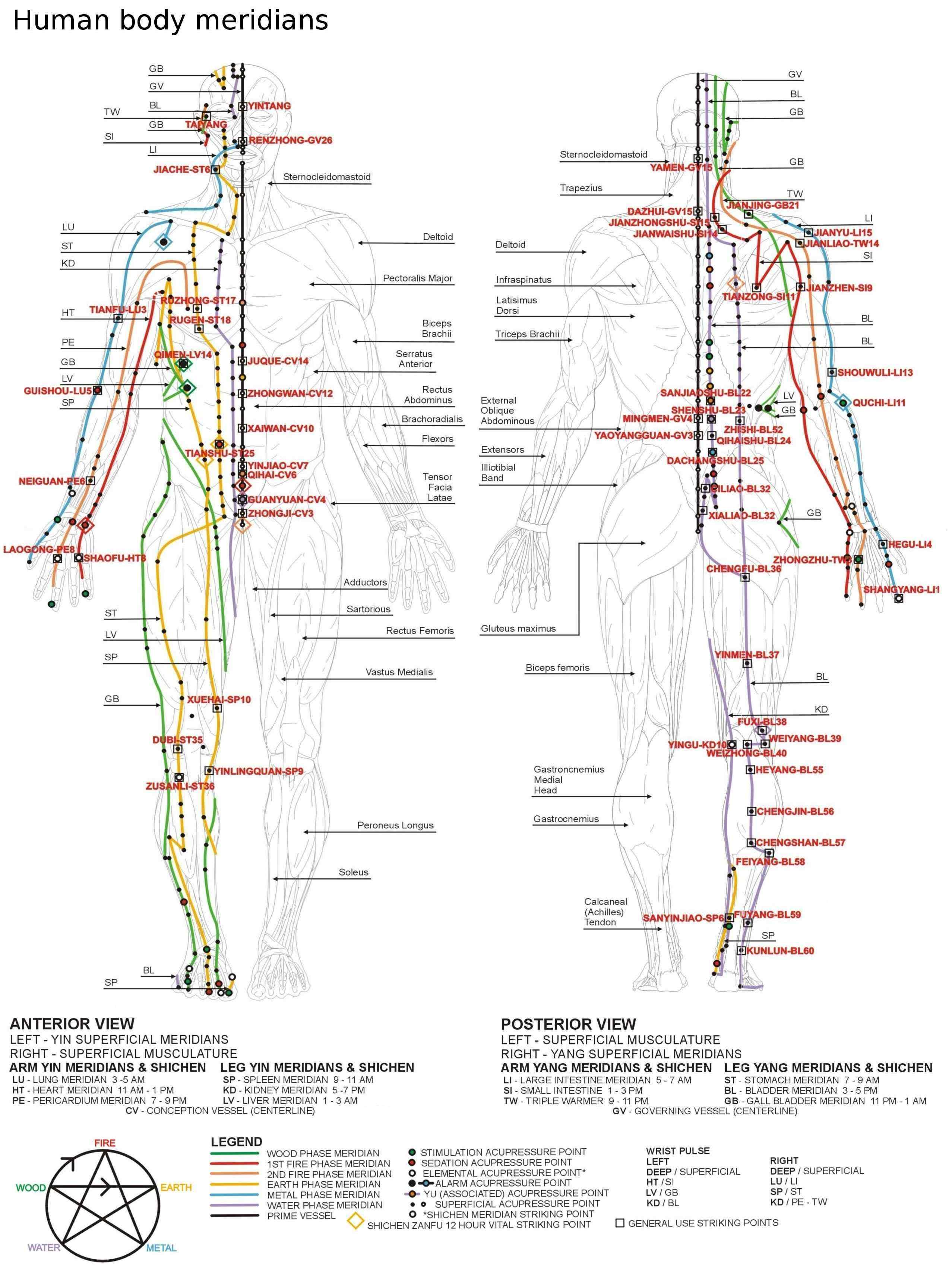
Overzicht van de 12 belangrijkste meridianen

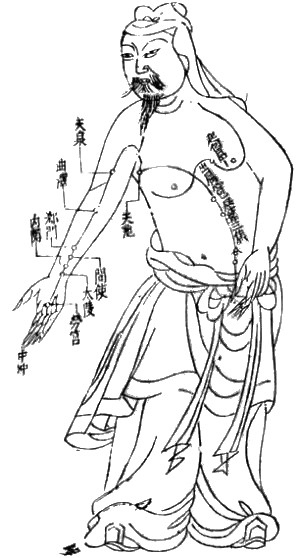
Acupunctuurkaart uit de Ming-dynastie

Een meridiaan is een begrip in de traditionele Chinese geneeskunde en vindt zijn toepassing in acupunctuur en acupressuur.
De Chinese term voor het meridiaanstelsel is 'Jing Luo' (vrij vertaald als: netwerk van vaten of Meridianen en collateralen). De Jing Luo zijn op te verdelen in:
- Shi Er Zheng Jing Mai (de 12 hoofdmeridianen)
  - longmeridiaan
  - dikkedarmmeridiaan
  - dunnedarmmeridiaan
  - maagmeridiaan
  - miltmeridiaan
  - hartmeridiaan
  - blaasmeridiaan
  - niermeridiaan
  - pericardiummeridiaan
  - drievoudige verwarmermeridiaan
  - galblaasmeridiaan
  - levermeridiaan
- Shi Er Jing Bie (de 12 divergente meridianen)
- Shi Er Pi Bu (de 12 huidzones)
- Shi Er Jing Jin (de 12 tendino musculaire meridianen)
- Shi Wu Jing Luo (de 15 Luo vaten)
- Qi Jing Ba Mai (de 8 extra meridianen)

Volgens de traditionele Chinese geneeskunde circuleert energie, qi genaamd, door het lichaam en volgt hierbij specifieke met elkaar verbonden banen. Deze banen worden meridianen genoemd. Onderbrekingen in het stromen van de energie - zoals wanneer deze stagneert, wordt geblokkeerd, of ergens anders naartoe vloeit - worden gedacht te worden veroorzaakt door emotionele of fysieke problemen. Om deze onderbrekingen en daarmee de problemen op te heffen worden specifieke punten (acupunctuurpunten genaamd, of tsubo in de Japanse geneeskunst) op de meridianen gestimuleerd met behulp van acupunctuurnaalden, druk (acupressuur of shiatsu), door het gebruik van meridiaankogels of op andere manieren.
De publicatie Standard acupuncture nomenclature van de Wereldgezondheidsorganisatie heeft een lijst van ongeveer 400 acupunctuurpunten en 20 meridianen die vrijwel al deze punten verbinden.
De relatie tussen de acupunctuurpunten van de meridianen en delen van het lichaam is onderwerp van discussies. Er zijn geen wetenschappelijke onderzoeken voorhanden die onomstotelijk bewijzen dat meridianen bestaan en dat deze via externe invloeden beïnvloed kunnen worden. Ook is er geen bewijs voor de koppeling van energie met meridianen.
De plaats van meridianen en de locatie van de acupunctuurpunten verschillen per cultuur wat een duidelijke cultuurhistorische overlevering bewijst, daadwerkelijke geneeskundige werking die uitstijgt boven het placebo effect is niet bewezen.